# (556416) 2014 OE394
(556416) 2014 OE394, também escrito como (516977) 2012 HZ84, é um grande objeto transnetuniano que está localizado no cinturão de Kuiper, uma região do Sistema Solar, que é classificado como um cubewano. Com uma magnitude absoluta de 4,75, ele é um dos objetos transnetunianos mais brilhantes, sendo o 34º cubewano mais brilhante em 23 de julho de 2016. Seu tamanho exato é desconhecido, mas provavelmente tem entre 240 e 730 quilômetros de diâmetro.
(556416) 2014 OE394 foi observado pela sonda New Horizons em setembro de 2017 e agosto de 2018. Passou perto: cerca de 8,7 UA de distância em 1 de janeiro de 2017 e 7,5 UA em 1 de janeiro de 2019.

## Descoberta
(556416) 2014 OE394 foi descoberto em 28 de julho de 2014 pelo telescópio Pan-STARRS-1 e anunciado em 17 de julho de 2016.

## Órbita
A órbita de (556416) 2014 OE394 tem uma excentricidade de 0,12040 e possui um semieixo maior de 40,805 UA. O seu periélio leva o mesmo a uma distância de 40,805 UA em relação ao Sol e seu afélio a 51,976 UA.